# Johannes W. Schäfer
Johannes Walter Schäfer (* 28. Juni 1960 in Bremerhaven) ist ein deutscher Komponist. Er lebt und arbeitet als freischaffender Komponist und Musiker in Bremen.

## Leben und Ausbildung
Schäfers musikalische Ausbildung verlief über Violine und Gitarre zum Kontrabass. Später erlernte er im Selbststudium Klavier, Violoncello, Viola, Saxophon und Bassklarinette.
Er absolvierte ein Studium der Philosophie und Musikwissenschaft an der Universität Bremen und hörte dabei auch Komposition bei Erwin Koch-Raphael.

## Musik
Seit etwa 1975 beschäftigte sich Schäfer mit ersten eigenen Kompositionen. Sein Interesse liegt besonders im Bereich Neue Musik, 12-Ton-Musik, Serielle Musik, Elektroakustische Musik aber auch beim Modern Jazz. Johannes W. Schäfer komponiert überwiegend kammermusikalische Werke, daneben aber auch Orchester- und Chorwerke sowie Filmmusik. Die Kompositionen wurden von verschiedensten Interpreten in Deutschland und Europa aufgeführt.
Im Jahre 2005 trat Johannes W. Schäfer als Preisträger des 1. Internationalen Kompositionswettbewerbes Dessau für das Werk: Schattenspiele, nachts op. 29a für Fagott und Klavier hervor.
Weitere Preise und Auszeichnungen erhielt er als Bassist und Komponist in verschiedenen Jazzformationen.

## Werke (Auswahl)
- 6 Meditationen für Piano solo op. 1 (1997)
- 1. Streichquartett op. 7 (1998/2002)
- Filmmusik zu Abenteuer Korallenriff (2002)
- … Nichts wird Sein wird Nichts … für großes Orchester op. 10 (2002/2003)
- Der Mythos des Sisyphos für großes Orchester op. 12 (2003)
- links-rechts für 3 Sprecher und kleine Trommel op. 16 (2003)
- Sonate für Violoncello und Klavier op. 17 (2003)
- Nachtgedanken für Altflöte, Violoncello und Klavier op. 20 (2003)
- Quintett für Holzbläser op. 23 (2004)
- La Cloche für Piano solo op. 26 (2004)
- Schattenspiele, nachts op. 29 für Bassklarinette und Klavier (2004)
- in(-)trans für Flöte solo op. 32 (2004)
- 2. Streichquartett op. 33 (2004)
- L’Oiseau inconnu für Flöte und Klavier op. 35 (2004)
- 3. Streichquartett op. 37 (2004)
- Lento für 2 Harfen op. 39a (2004)
- Eiheiji für Viola solo op. 42 (2005)
- Quintett für Klavier und Streicher op. 43 (2004/2005)
- Die geheimnisvolle Flöte für Flöte solo op. 46 (2006)
- L’une et l’autre für Sopransaxophon und Klavier op. 47 (2006)
- 48 Miniaturen für Piano solo op. 48 (2006)
- … in the cage … für Flöte solo op. 49 (2007) für Carin Levine
- Mein sind die Jahre nicht für Sopran und Barockensemble op. 51 (2008) für das Ensemble Vox Cambiata
- ... und träumte bittersüß... op. 53 (2009) für Orchester
- [4 4] For Four für 4 Klaviere op. 56 (2013)
- Composition 57 für eine beliebige Anzahl von Klavieren und ihren Spielern op. 57 (2014)
- Polylog für Flöte, Oboe, Violine, Violoncello, Schlagzeug und Klavier op. 58 (2014; CD-Einspielung: 2015 Ensemble New Babylon)
- 3 Stücke für präpariertes Klavier (2018) op.59
- ... und sah zurück nach vorn... für großes Orchester (2019) op.60
- in-habitat für 6 Bläser und Celesta (2022) op.61
- Concerto (ma non tanto) grosso für 2 Kontrabässe und Orchester (2023) op.62
- Joseph und die Träume für Kinderchor und Ensemble (2007) (Text: Jürgen Mann)
- Die Schöpfung für Kinderchor und Ensemble (2008) (Text: Jürgen Mann)
- Ein Haus für Gott oder Salomo baut einen Tempel (2009/10) für Kinderchor und Ensemble (Text: Jürgen Mann)
- hinzu kommt eine beträchtliche Anzahl von Jazzkompositionen (1978–2023)
- sowie Kompositionen elektronischer und elektroakustischer Musik (2006–2023).